# Adoretus imitator
Adoretus imitator är en skalbaggsart som beskrevs av Eugène Benderitter 1927. 
Adoretus imitator ingår i släktet Adoretus och familjen Rutelidae. Inga underarter finns listade i Catalogue of Life.